# Schizogenius planulatus
Schizogenius planulatus är en skalbaggsart som beskrevs av Leconte 1863. Schizogenius planulatus ingår i släktet Schizogenius och familjen jordlöpare. Inga underarter finns listade i Catalogue of Life.